# Lista piosenek Filipinek
Lista piosenek Filipinek – zbiór zarejestrowanych piosenek wykonywanych przez ten zespół.

## Lista piosenek
| Rok  | Tytuł                                                         | Autorzy                                    |
| ---- | ------------------------------------------------------------- | ------------------------------------------ |
| 1962 | Lilie                                                         | nieznany                                   |
| 1962 | Bambino                                                       | A. Fierro                                  |
| 1962 | Parasolki                                                     | P. Hertel – J. Słowikowski                 |
| 1962 | Pity pity                                                     | J. Ergus                                   |
| 1962 | Praczki z Portugalii                                          | A. Popp – K. Wolińska                      |
| 1963 | Wspomnienie o Gershwinie                                      | G. Gershwin – D. Heyward                   |
| 1963 | Ave Maria No Morro                                            | H. Martins – T. Czarkowski                 |
| 1963 | Batumi                                                        | A. Ajwazjan – O. Obarska                   |
| 1963 | Dzieci Pireusu                                                | M. Hatzidakis                              |
| 1963 | I sommarens soliga dagar                                      | tradycyjna                                 |
| 1963 | Spacer po porcie                                              | J. Janikowski – W. Patuszyński             |
| 1963 | Wala Twist                                                    | J. Janikowski – W. Patuszyński             |
| 1964 | Charleston nastolatków                                        | J. Janikowski – W. Patuszyński             |
| 1964 | Do widzenia profesorze                                        | J. Janikowski – W. Patuszyński             |
| 1964 | Filipinki to my                                               | J. Janikowski – W. Patuszyński             |
| 1964 | Bal Arlekina                                                  | J. Janikowski – W. Patuszyński             |
| 1964 | Ballada o kimś dalekim                                        | J. Janikowski – W. Patuszyński             |
| 1964 | Mr Wonderful                                                  | J. Bock – O. Obarska                       |
| 1964 | Rówieśnicy                                                    | J. Janikowski – W. Patuszyński             |
| 1964 | Wspomnieniami wrócimy do szkoły                               | J. Janikowski – W. Patuszyński             |
| 1964 | Babunia z portretu                                            | R. Sielicki – W. Patuszyński               |
| 1964 | Jutro pogoda lub deszcz                                       | W. Piętowski – A. Tylczyński               |
| 1964 | Walc 65                                                       | J. Janikowski – W. Patuszyński             |
| 1964 | Hej pogonię cztery konie (feat. L. Jakubowski)                | B. Klimczuk – A. Hosper                    |
| 1965 | Tarap tarap                                                   | B. Klimczuk – T. Urgacz                    |
| 1965 | I to ma być miłość?                                           | B. Klimczuk – K. Winkler                   |
| 1965 | Siedmiu chłopców                                              | J. Janikowski – A. Tylczyński              |
| 1965 | A może razem                                                  | J. Janikowski – W. Patuszyński             |
| 1965 | Dzień dobry Polonio                                           | J. Janikowski – W. Patuszyński             |
| 1965 | Maki                                                          | S. Niewiadomski – K. Makuszyński           |
| 1965 | Podmoskiewski zmierzch                                        | W. Sołowjow-Siedoj – M. Łebkowski          |
| 1965 | Everybody Loves Somebody (feat. A. Nizowicz)                  | S. Coslow – I. Taylor – W. Patuszyński     |
| 1966 | Kto się lubi, ten się czubi                                   | J. Janikowski – W. Patuszyński             |
| 1966 | Wesoły rejs                                                   | J. Janikowski                              |
| 1966 | Kapitanie co za burza                                         | M. Sart                                    |
| 1966 | Hallo Dolly                                                   | J. Herman – W. Patuszyński                 |
| 1966 | Paderewski Street                                             | J. Janikowski – W. Patuszyński             |
| 1966 | Daleko od Aten                                                | J. Janikowski – W. Patuszyński             |
| 1966 | Naucz się grać                                                | A. Ort – A. Tylczyński                     |
| 1966 | Portowa noc                                                   | J. Janikowski – W. Patuszyński             |
| 1966 | Pożegnanie z zabawkami                                        | A. Korzyński – Z. Zapert                   |
| 1966 | Serwus panie Chief                                            | J. Tomaszewski – J. Bołgaty                |
| 1966 | Znajdź sobie dziewczynę                                       | J. Janikowski – Z. Zapert                  |
| 1966 | Nad jeziorem Michigan                                         | J. Janikowski – W. Patuszyński             |
| 1966 | Tylko raz                                                     | J. Janikowski                              |
| 1967 | Am Liebsten Wir Singen                                        | nieznany                                   |
| 1967 | Kukułka                                                       | ludowe                                     |
| 1968 | Daj męża                                                      | T. Bądarzewska                             |
| 1968 | Lambeth walk                                                  | N. Gay – A. Włast                          |
| 1968 | Nie ma go                                                     | J. Barnaba – K. Żywulska                   |
| 1968 | O dziesiątej                                                  | M. Święcicki – J. Kofta                    |
| 1968 | Własny świat                                                  | R. Poznakowski – J. Kondratowicz           |
| 1968 | Znam go na pamięć                                             | R. Poznakowski – J. Krynicz                |
| 1968 | Tłok na plaży                                                 | M. Święcicki – B. Swat                     |
| 1968 | Weselmy się                                                   | M. Święcicki – A. Miriam                   |
| 1968 | A cóż z tą dzieciną                                           | B. Rizzi                                   |
| 1968 | Gore gwiazda                                                  | tradycyjna                                 |
| 1968 | Hej nam, hej                                                  | tradycyjna                                 |
| 1968 | Oj maluśki, maluśki                                           | tradycyjna                                 |
| 1968 | Pospieszcie pastuszki                                         | tradycyjna                                 |
| 1968 | Przy onej górze                                               | tradycyjna                                 |
| 1968 | Dlaczego płaczesz mały                                        | R. Poznakowski – J. Kondratowicz           |
| 1968 | Dziwny gość                                                   | M. Stoller, J. Leiber – Filipinki          |
| 1968 | Szczęśliwi we dwoje                                           | A. Gordon – G. Bonner – W. Stroiński       |
| 1968 | Teretibukene                                                  | tradycyjna estońska                        |
| 1968 | Carik Ner                                                     | tradycyjna ormiańska                       |
| 1969 | Wiosna majem wróci                                            | M. Kossowski – H. Komorowska               |
| 1969 | Jurek i ja                                                    | W. Rutkowski – Z. Zapert i Z. Wawrzyniak   |
| 1969 | Odjechali chłopcy                                             | M. Święcicki – A. Miriam                   |
| 1969 | Jacht kapitana Teligi                                         | J. Tyszkowski – B. Ostromęcki              |
| 1969 | Odmienił się wiatr                                            | R. Orłow - A. Bianusz                      |
| 1969 | Piosenka o północnym wietrze                                  | H. Klejne – E. Fiszer                      |
| 1969 | Pali się moja panienko (feat. J. Malota)                      | A. Zimny – M. Kilarski                     |
| 1970 | Nie wierz chłopcom                                            | M. Święcicki – M. Kilarski                 |
| 1970 | Jeśli kochasz nigdy nie mów o tym                             | M. Święcicki – G. Walczak                  |
| 1970 | Białe muszelki                                                | M. Święcicki – A. Krzewska                 |
| 1970 | Dam ci wszystko, co zechcesz                                  | B. Klimsa – A. Kuryło                      |
| 1970 | Biała brzózka pośród miasta                                   | A. Piechowska – I. Iredyński               |
| 1970 | Leśne nastroje                                                | M. Zimiński – S. Werner i M. Łebkowski     |
| 1970 | Piąta pora roku                                               | B. Klimsa – A. Kuryło                      |
| 1970 | Cały mój świat                                                | W. Stroiński – M. Gaszyński                |
| 1970 | Może miłość jest za trudna                                    | W. Stroiński – W. Patuszyński              |
| 1970 | Nic nie wraca                                                 | M. Święcicki i E. Spyrka – J. Kondratowicz |
| 1970 | On jest tu                                                    | W. Stroiński – M. Kilarski                 |
| 1970 | Za dużo wrażeń, za mało marzeń                                | M. Zimiński – M. Gaszyński                 |
| 1970 | To my, nieznajomi (feat. J. Malota)                           | M. Święcicki – M. Kilarski                 |
| 1970 | Chcę wierzyć twoim słowom (feat. J. Hryniewicz i Wiślanie 69) | A. Malczewski – K. Niekraszewicz           |
| 1970 | Przyjdą chłopcy (feat. zespół Pakt)                           | P. Hertel – M. Wawrzkiewicz                |
| 1970 | Mazurska kraino (feat. Z. i Z. Framer)                        | A. i B. Sutt – W. Jeżewski i J. Stawiński  |
| 1971 | Ja się w tobie nie zakocham                                   | A. Żalski – Z. Stawecki                    |
| 1971 | Co się odwlecze, to nie uciecze                               | M. Święcicki – J. Miller                   |
| 1971 | Chcę mieć ciebie na własność                                  | B. Kezik – W. Patuszyński                  |
| 1971 | Bo on jest cygan                                              | M. Święcicki – K. Wodnicka                 |
| 1971 | Ludzie u ogniska                                              | J. Sławiński – M. Chabry                   |
| 1971 | Królewski zamek                                               | M. Święcicki – J. Miller                   |
| 1971 | Po ulicy chodzę                                               | H. Klejne – J. Lewiński i A. Zaniewski     |
| 1971 | Byli tacy jak my                                              | H. Klejne – St. Werner, M. Łebkowski       |
| 1971 | Pokochał ją bez granic                                        | K. Barba – W. Leliwa                       |
| 1971 | Regulaminowa piosenka                                         | Z. Ciechan – J. Gałkowski                  |
| 1971 | Dom, który mam (feat. Z. Sośnicka)                            | M. Sewen – J. Zalewski                     |
| 1971 | Ucz się tu człowieku (feat. Kwartet Beltono)                  | B. Klimczuk                                |
| 1971 | Mój mały synku (feat. Z. Sośnicka)                            | D. Robles - Z. Sośnicka                    |
| 1971 | Ze mną bądź (feat. Z. Sośnicka)                               | H. Szymczyński – M. Łebkowski i S. Werner  |
| 1971 | Cóż wiemy o miłości (feat. S. Kramer)                         | B. Klimczuk – A. Lech                      |
| 1971 | Hou, hou, housátko (feat. M. Drobny)                          | J. Brabec – M. Prostojevsky                |
| 1971 | Kiedyś przecież spotkamy się znów (feat. R. Thoss)            | A. Korzyński – A. Tylczyński               |
| 1971 | Tak bardzo się starałem (feat. S. Jones)                      | S. Krajewski – K. Dzikowski                |
| 1971 | Tych lat nie odda nikt (feat. E. Ford)                        | W. Szpilman – K. Winkler                   |
| 1971 | You Can Feel It (feat. E. Ford)                               | V. P. Telford Miller                       |
| 1971 | Alquien (feat. Rosalia)                                       | A. Alguerro – A. Guijarro                  |
| 1971 | Ich Bin Aus Jenem Holze Geschnitz (feat. R. Mey)              | R. Mey – P. Neumann                        |
| 1971 | Nu mai citi (feat. M. Mihai)                                  | H. Mosculescu – M. Mihai                   |
| 1971 | Sub un petec de cer (feat. M. Mihai)                          | A. Mandy – R. Oschanitzky                  |
| 1972 | Na szczycie schodów                                           | J. Kępski – J. Lewiński i A. Zaniewski     |
| 1972 | Ze mną od dziś                                                | J. Kępski – E. Park                        |
| 1972 | Dziś do ciebie przyjść nie mogę                               | S. Magierski                               |
| 1972 | Cygańska letnia noc (feat. E. Mazikowa)                       | S. Rembowski – J. Ficowski                 |
| 1972 | Ukochany kraj (feat. Trubadurzy)                              | T. Sygietyński – K.I. Gałczyński           |